# Convocazioni alla Coppa panamericana femminile di pallavolo 2016
Elenco delle giocatrici convocate per la Coppa panamericana 2016.

## Argentina
| N° | Nome               | Ruolo | Data di nascita   | Squadra            |
| -- | ------------------ | ----- | ----------------- | ------------------ |
| -  | Guillermo Orduna   | All   | 24 agosto 1957    | -                  |
| 2  | Tanya Acosta       | S     | 11 marzo 1991     | Gimnasia La Plata  |
| 3  | Yamila Nizetich    | S     | 27 gennaio 1989   | Seramiksan         |
| 5  | Lucía Fresco       | O     | 14 maggio 1991    | Soverato           |
| 8  | Sol Piccolo        | S     | 11 settembre 1996 | Vélez Sarsfield    |
| 9  | Clarisa Sagardía   | P     | 29 giugno 1989    | Boca Juniors       |
| 10 | Emilce Sosa        | C     | 11 settembre 1987 | Rio do Sul         |
| 11 | Julieta Lazcano    | C     | 25 luglio 1989    | Istres             |
| 12 | Tatiana Rizzo      | L     | 30 dicembre 1986  | Boca Juniors       |
| 14 | Josefina Fernández | S     | 17 agosto 1991    | Franches-Montagnes |
| 15 | Antonela Fortuna   | L     | 10 maggio 1995    | Central San Carlos |
| 16 | Florencia Busquets | C     | 27 giugno 1989    | Boca Juniors       |
| 18 | Yael Castiglione   | P     | 27 settembre 1985 | Rio do Sul         |
| 19 | Morena Martínez    | S     | 19 febbraio 1993  | Vélez Sarsfield    |
| 20 | Carla Castiglione  | O     | 7 marzo 1989      | San Lorenzo        |

## Canada
| N° | Nome                | Ruolo | Data di nascita | Squadra             |
| -- | ------------------- | ----- | --------------- | ------------------- |
| -  | Arnd Ludwig         | All   | 15 gennaio 1967 | -                   |
| 1  | Jessica Niles       | L     | 14 luglio 1993  | Alberta             |
| 2  | Danielle Brisebois  | S     | 12 agosto 1994  | British Columbia    |
| 3  | Marie-Sophie Nadeau | S     | 10 ottobre 1989 | Canada              |
| 4  | Michaela Reesor     | S     | 2 marzo 1993    | Alabama             |
| 5  | Danielle Smith      | P     | 29 aprile 1990  | Sliedrecht          |
| 7  | Alina Dormann       | O     | 8 agosto 1997   | Toronto             |
| 8  | Alicia Ogoms        | C     | 2 aprile 1994   | Southern California |
| 11 | Alison McKay        | L     | 28 agosto 1995  | Simon Fraser        |
| 12 | Jennifer Cross      | C     | 4 luglio 1992   | Dresdner            |
| 13 | Lucille Charuk      | C     | 13 agosto 1989  | Vilsbiburg          |
| 16 | Shainah Joseph      | O     | 15 maggio 1995  | Florida             |
| 19 | Marie-Alex Bélanger | S     | 13 aprile 1993  | Montréal            |
| 20 | Alicia Perrin       | C     | 1º giugno 1992  | Pannaxiakos         |
| 22 | Megan Cyr           | P     | 1º giugno 1990  | Neuchâtel           |

## Colombia
| N° | Nome                  | Ruolo | Data di nascita  | Squadra          |
| -- | --------------------- | ----- | ---------------- | ---------------- |
| -  | Eduardo Guillaume     | All   | -                | -                |
| 1  | María Caraballo       | C     | 21 novembre 1999 | Bolívar          |
| 2  | Yeisy Soto            | C     | 7 aprile 1996    | Bolívar          |
| 3  | Kenny Moreno          | O     | 6 gennaio 1979   | Cisterna         |
| 4  | Dayana Segovia        | L     | 24 marzo 1996    | Valle del Cauca  |
| 6  | Lorena Zuleta         | C     | 16 gennaio 1981  | Trentino Rosa    |
| 8  | Mery Mancilla         | P     | 4 maggio 1984    | Santiago de Cali |
| 13 | Camila Gómez          | L     | 6 luglio 1995    | Valle del Cauca  |
| 14 | Maria Fernanda Ararat | O     | 14 giugno 1997   | Bolívar          |
| 15 | María Alejandra Marín | P     | 4 novembre 1995  | Bolívar          |
| 16 | Melissa Rangel        | C     | 16 ottobre 1994  | Bolívar          |
| 18 | Valeria Alegrías      | S     | 18 maggio 1998   | Valle del Cauca  |
| 19 | Margarita Martínez    | S     | 19 maggio 1995   | Valle del Cauca  |

## Costa Rica
| N° | Nome                  | Ruolo | Data di nascita  | Squadra       |
| -- | --------------------- | ----- | ---------------- | ------------- |
| -  | Braulio Godínez       | All   | -                |               |
| 2  | Mónica Picado         | P     | 10 gennaio 1994  | Santa Bárbara |
| 3  | Viviana Murillo       | L     | 6 febbraio 1992  | Santa Bárbara |
| 5  | Melissa Rodríguez     | C     | 2 settembre 1997 | San José      |
| 6  | Yuliana González      | P     | 7 giugno 1995    | Santa Bárbara |
| 9  | Adriana Solís         | S     | 11 ottobre 1995  | UNA           |
| 10 | Paola Ramírez         | S     | 23 febbraio 1987 | UNED          |
| 11 | Daniela Vargas        | C     | 4 maggio 1996    | Oregon State  |
| 12 | Tatiana Sayles        | O     | 1º agosto 1997   | San José      |
| 14 | Irene Fonseca         | P     | 10 ottobre 1985  | UNED          |
| 16 | Mijal Hines           | S     | 15 dicembre 1993 | Goicoechea    |
| 17 | María Fernanda Alfaro | C     | 24 luglio 1996   | UNA           |
| 21 | Mónica Castro         | S     | 5 gennaio 1996   | San José      |

## Cuba
| N° | Nome             | Ruolo | Data di nascita  | Squadra          |
| -- | ---------------- | ----- | ---------------- | ---------------- |
| -  | Roberto García   | All   |                  |                  |
| 1  | Dalila Palma     | P     | 18 novembre 1999 | Cienfuegos       |
| 2  | Regla Gracia     | S     | 28 giugno 1993   | César Vallejo    |
| 3  | Alena Rojas      | C     | 9 agosto 1992    | Ciudad Habana    |
| 5  | Yamila Hernández | P     | 8 novembre 1992  | Ciudad Habana    |
| 6  | Daimara Lescay   | C     | 5 settembre 1992 | Deportivo Jaamsa |
| 10 | Emily Borrell    | L     | 19 febbraio 1992 | Villa Clara      |
| 14 | Dayami Sánchez   | S     | 14 marzo 1994    | Ciudad Habana    |
| 16 | Yelennis Díaz    | C     | 14 ottobre 1995  | Villa Clara      |
| 17 | Heidy Casanova   | C     | 6 novembre 1998  | Ciudad Habana    |
| 18 | Sulian Matienzo  | S     | 14 dicembre 1994 | Prostějov        |
| 19 | Jennifer Álvarez | P     | 19 novembre 1993 | César Vallejo    |
| 20 | Heidy Rodríguez  | S     | 24 giugno 1993   | Cienfuegos       |

## Messico
| N° | Nome              | Ruolo | Data di nascita   | Squadra               |
| -- | ----------------- | ----- | ----------------- | --------------------- |
| -  | Ricardo Naranjo   | All   | -                 | -                     |
| 2  | Lizeth López      | L     | 14 maggio 1990    | Baja California       |
| 3  | Claudia Reséndiz  | P     | 21 maggio 1994    | Jalisco               |
| 4  | Kathya García     | S     | 6 marzo 1998      | Chihuahua             |
| 5  | Andrea Rangel     | S     | 19 maggio 1993    | Orientales de Humacao |
| 7  | Bibiana Candelas  | C     | 2 dicembre 1983   | Changas de Naranjito  |
| 8  | Dulce Carranza    | O     | 29 giugno 1990    | Nuevo León            |
| 11 | Gabriela Chávez   | S     | 30 settembre 1994 | Nuevo León            |
| 12 | Fernanda Bañuelos | S     | 19 marzo 1997     | Baja California       |
| 13 | Mónica Moreno     | C     | 27 aprile 1995    | Nuevo León            |
| 17 | Karina Flores     | C     | 16 agosto 1998    | Nuevo León            |
| 18 | Karla Mireles     | S     | 25 gennaio 2000   | Nuevo León            |
| 23 | Deyanira López    | P     | 21 giugno 1994    | Veracruz              |

## Perù
| N° | Nome               | Ruolo | Data di nascita  | Squadra           |
| -- | ------------------ | ----- | ---------------- | ----------------- |
| -  | Mauro Marasciulo   | All   | 21 agosto 1962   | -                 |
| 2  | Mirtha Uribe       | C     | 12 marzo 1985    | Deportivo Jaamsa  |
| 3  | Carla Rueda        | S     | 19 aprile 1990   | Golem             |
| 4  | Alexandra Machado  | C     | 28 febbraio 1995 | Regatas Lima      |
| 5  | Vanessa Palacios   | L     | 3 luglio 1984    | César Vallejo     |
| 6  | Alexandra Muñoz    | P     | 16 agosto 1992   | Deportivo Géminis |
| 8  | Maguilaura Frías   | O     | 18 maggio 1997   | San Martín        |
| 9  | Katherine Regalado | O     | 11 marzo 1998    | Alianza Lima      |
| 11 | Clarivett Yllescas | C     | 11 agosto 1993   | César Vallejo     |
| 12 | Ángela Leyva       | S     | 22 novembre 1996 | San Martín        |
| 13 | Shiamara Almeida   | P     | 19 febbraio 1996 | Sporting Cristal  |
| 14 | Andrea Urrutia     | C     | 31 maggio 1997   | San Martín        |
| 15 | Hilary Palma       | S     | 5 gennaio 1997   | Sporting Cristal  |
| 16 | Mirian Patiño      | L     | 28 marzo 1990    | Regatas Lima      |
| 18 | Coraima Gómez      | S     | 9 agosto 1996    | Alianza Lima      |

## Porto Rico
| N° | Nome              | Ruolo | Data di nascita   | Squadra                 |
| -- | ----------------- | ----- | ----------------- | ----------------------- |
| -  | Juan Carlos Nuñez | All   | -                 | Criollas de Caguas      |
| 1  | Debora Seilhamer  | L     | 4 ottobre 1985    | Lancheras de Cataño     |
| 2  | Shara Venegas     | L     | 18 settembre 1992 | Criollas de Caguas      |
| 3  | Vilmarie Mojica   | P     | 13 agosto 1985    | Valencianas de Juncos   |
| 6  | Yarimar Rosa      | S     | 20 giugno 1988    | Beşiktaş                |
| 7  | Stephanie Enright | S     | 15 dicembre 1990  | Criollas de Caguas      |
| 9  | Áurea Cruz        | S     | 10 gennaio 1982   | AGIL                    |
| 10 | Diana Reyes       | C     | 29 aprile 1993    | Criollas de Caguas      |
| 11 | Karina Ocasio     | O     | 1º agosto 1985    | Criollas de Caguas      |
| 13 | Shirley Ferrer    | O     | 23 giugno 1991    | Lancheras de Cataño     |
| 14 | Natalia Valentín  | P     | 12 settembre 1989 | Leonas de Ponce         |
| 15 | Daly Santana      | S     | 19 febbraio 1995  | Capitalinas de San Juan |
| 16 | Alexandra Oquendo | C     | 3 febbraio 1984   | Lancheras de Cataño     |
| 18 | Lynda Morales     | C     | 20 maggio 1998    | Criollas de Caguas      |
| 19 | Paulina Prieto    | O     | 25 gennaio 1994   | Texas                   |

## Rep. Dominicana
| N° | Nome                | Ruolo | Data di nascita   | Squadra         |
| -- | ------------------- | ----- | ----------------- | --------------- |
| -  | Marcos Kwiek        | All   | -                 | -               |
| 1  | Annerys Vargas      | C     | 7 agosto 1981     | Rep. Dominicana |
| 2  | Winifer Fernández   | L     | 6 gennaio 1995    | Mirador         |
| 3  | Lisvel Eve          | C     | 10 settembre 1991 | Mirador         |
| 4  | Marianne Fersola    | C     | 19 gennaio 1992   | Mirador         |
| 5  | Brenda Castillo     | L     | 5 gennaio 1992    | Lokomotiv Baku  |
| 6  | Camil Domínguez     | P     | 7 dicembre 1991   | Mirador         |
| 7  | Niverka Marte       | P     | 19 ottobre 1990   | Le Cannet       |
| 14 | Prisilla Rivera     | S     | 29 dicembre 1984  | Neruda          |
| 16 | Yonkaira Peña       | S     | 10 maggio 1993    | Chemik Police   |
| 17 | Gina Mambrú         | O     | 21 gennaio 1986   | Neruda          |
| 18 | Bethania de la Cruz | S     | 13 maggio 1987    | -               |
| 19 | Ana Binet           | L     | 9 febbraio 1992   | Mirador         |
| 20 | Brayelin Martínez   | S     | 11 settembre 1996 | Neruda          |
| 21 | Jineiry Martínez    | C     | 3 dicembre 1997   | Mirador         |

## Stati Uniti
| N° | Nome                 | Ruolo | Data di nascita   | Squadra         |
| -- | -------------------- | ----- | ----------------- | --------------- |
| -  | Dan Fisher           | All   | -                 | Pittsburgh      |
| 1  | Lauren Carlini       | P     | 28 febbraio 1995  | Wisconsin       |
| 3  | Micha Hancock        | P     | 10 novembre 1992  | MKS             |
| 4  | Megan Courtney       | S     | 27 ottobre 1993   | Leonas de Ponce |
| 5  | Brittany Howard      | S     | 15 giugno 1994    | Stanford        |
| 6  | Madison Kingdon      | S     | 20 aprile 1993    | Azərreyl        |
| 7  | Taylor Simpson       | S     | 10 settembre 1993 | Pink Spiders    |
| 10 | Alexandra Holston    | O     | 3 aprile 1995     | Florida         |
| 11 | Nikki Taylor         | O     | 23 luglio 1995    | Hawaii          |
| 12 | Carly Wopat          | C     | 13 ottobre 1992   | Halkbank        |
| 13 | Rhamat Alhassan      | C     | 7 settembre 1996  | Florida         |
| 14 | Kelsie Payne         | C     | 29 novembre 1995  | Kansas          |
| 22 | Justine Wong-Orantes | L     | 6 ottobre 1995    | Nebraska        |

## Trinidad e Tobago
| N° | Nome               | Ruolo | Data di nascita | Squadra     |
| -- | ------------------ | ----- | --------------- | ----------- |
| -  | Francisco Cruz     | All   | -               | -           |
| 3  | Channon Thompson   | S     | 29 marzo 1994   | Salihli     |
| 5  | Kaylon Cruickshank | C     | 9 luglio 1998   | Glamorgan   |
| 6  | Sinead Jack        | C     | 8 novembre 1993 | Uraločka    |
| 7  | Jalicia Ross       | C     | 26 luglio 1984  | Glamorgan   |
| 8  | Darlene Ramdin     | S     | 5 agosto 1989   | Glamorgan   |
| 9  | Shushanna Marshall | S     | 29 ottobre 1988 | Glamorgan   |
| 11 | Afesha Olton       | L     | 22 maggio 1992  | UTT         |
| 12 | Renele Forde       | P     | 6 agosto 1990   | Technocrats |
| 13 | Malika Yorke       | S     | 7 gennaio 1995  | Glamorgan   |
| 14 | Rejeanne Wallace   | S     | 14 maggio 1996  | UTT         |
| 16 | Krystle Esdelle    | O     | 1º agosto 1984  | UTT         |
| 17 | Shernice De Four   | S     | 16 luglio 1994  | UTT         |

## Venezuela
| N° | Nome                | Ruolo | Data di nascita   | Squadra          |
| -- | ------------------- | ----- | ----------------- | ---------------- |
| -  | Iván Nieto          | All   | -                 | -                |
| 2  | Luz Delfines        | O     | 17 maggio 1991    | Zulia            |
| 4  | Winderlys Medina    | S     | 2 aprile 1998     | Miranda          |
| 5  | Génesis Francesco   | P     | 6 maggio 1990     | Miranda          |
| 6  | María Valero        | L     | 18 settembre 1991 | Barinas          |
| 7  | Sharlin Bidean      | C     | 19 gennaio 1992   | Miranda          |
| 8  | Leyna Morillo       | S     | 12 giugno 1983    | Aragua VC        |
| 10 | Desireé Glod        | S     | 28 settembre 1982 | Túpac Amaru      |
| 11 | Meriyen Serrano     | O     | 14 dicembre 1997  | Miranda          |
| 12 | Gheraldine Quijada  | P     | 31 gennaio 1988   | Distrito Capital |
| 14 | Aleoscar Blanco     | C     | 18 luglio 1987    | Sporting Cristal |
| 16 | Angerlis Colmenares | S     | 21 gennaio 1998   | Aragua VC        |
| 17 | Roslandy Acosta     | S     | 25 febbraio 1992  | Vilsbiburg       |